# Matteusevangeliet (film)
Matteusevangeliet, är en italiensk-fransk film från 1964 regisserad av Pier Paolo Pasolini. Den är en filmatisering av Matteusevangeliet som handlar om Jesu liv och gärningar. 2015 kallades filmen "den bästa filmen om Jesu liv" av Vatikanens dagliga tidning L'Osservatore Romano. 

## Rollista (i urval)
- Enrique Irazoqui - Kristus
- Margherita Caruso - Maria (som ung)
- Susanna Pasolini - Maria (som äldre)
- Marcello Morante - Joseph
- Mario Socrate - Johannes Döparen
- Settimio Di Porto - Petrus
- Alfonso Gatto - Andreas
- Luigi Barbini - Jakob
- Giacomo Morante - Johannes
- Natalia Ginzburg - Maria från Betania
- Otello Sestili - Judas Iskariot
- Rossana Di Rocco - Herrens Ängel